# Ante Erceg
)

Ante Erceg (* 12. Dezember 1989 in Split) ist ein kroatischer Fußballspieler, der für Fortuna Sittard spielt.

## Karriere
Erceg begann seine Profifußballkarriere 2008 bei RNK Split und spielte hier bis zum Jahresanfang 2016. 2010 lieh ihn RNK an NK Junak Sinj aus.
Zur Rückrunde der Saison 2015/16 wurde er vom türkischen Zweitligisten Balıkesirspor verpflichtet. Bereits zum Saisonende kehrte er nach Kroatien zurück und heuerte bei Hajduk Split an. Im Januar 2018 folgte dann der Wechsel zu al-Ahli Dubai in die UAE Arabian Gulf League. 2022 kehrte er wieder nach Europa zurück und wechselte zu Brøndby IF. Von dort wurde bis 2022 zu Esbjerg fB und NK Osijek verliehen. Nach einem Kurzgastspiel 2022 in Ungarn (Debreceni Vasutas SC) spielte er zwischen 2022 und 2024 wieder in Kroatien bei NK Istra 1961. Nachdem er dort im März 2024 suspendiert worden war, unterzeichnete er im Sommer 2024 einen Vertrag bei Fortuna Sittard.